# Eta Ophiuchi
Eta Ophiuchi (η Ophiuchi, viết tắt Eta Oph, Oph) là một ngôi sao đôi trong chòm sao Xà Phu (Ophiuchus).  Dựa trên các phép đo thị sai được thực hiện trong nhiệm vụ Hipparcos, nó cách Mặt Trời khoảng 88 năm ánh sáng.
Eta Ophiuchi là một phần của hệ thống nhiều sao được chỉ định tên là WDS J17104-1544.  Bản thân nó được chỉ định WDS J17104-1544AB và hai thành phần WDS J17104-1544A (còn được đặt tên là Sabik ) và WDS J17104-1544B.  Thành phần 'C' là UCAC4 372-080717  và 'D' là UCAC2 26022336.

## Danh pháp
η Ophiuchi (được Latin hóa thành Eta Ophiuchi) là tên gọi của hệ thống sao này.  WDS J17104-1544AB là tên gọi của nó trong Danh mục sao đôi Washington.  Các chỉ định của hai thành phần là WDS J17104-1544 A và B xuất phát từ quy ước được sử dụng bởi Danh mục Đa số Washington (WMC) cho nhiều hệ sao và được Liên minh Thiên văn Quốc tế (IAU) thông qua.
Nó mang tên truyền thống Sabik.    Năm 2016, Liên minh Thiên văn Quốc tế đã tổ chức một Nhóm làm việc về Tên sao (WGSN)  để lập danh mục và chuẩn hóa tên riêng cho các ngôi sao.  WGSN đã phê duyệt tên Sabik cho thành phần WDS J17104-1544 A vào ngày 21 tháng 8 năm 2016 và hiện tại nó đã được đưa vào Danh sách Tên Sao được IAU phê duyệt.
Trong tiếng Trung, ngôi sao này được coi là một phần của 天市左垣  (Tiān Shì Zuǒ Yuán), Có nghĩa là Tường trái Thiên thị viên, trong đó đề cập đến một khoảnh sao đại diện cho mười một nước cũ ở Trung Quốc đánh dấu đường biên giới trái của bao vây, bao gồm Eta Ophiuchi, Delta Herculis, Lambda Herculis, Mu Herculis, Omicron Herculis, 112   Herculis, Zeta Aquilae, Theta¹ Serpentis, Eta Serpentis, Nu Ophiuchi và Xi Serpentis.  Do đó, bản thân Eta Ophiuchi được gọi là 天市左垣十一  (Tiān Shì Zuǒ Yuán shíyī, tiếng Anh: the Eleventh Star of Left Wall of Heavenly Market Enclosure), đại diện cho nhà nước Song (宋).

### Tên gọi theo
USS Sabik (AK-121) là tàu chở hàng lớp Crater của Hải quân Hoa Kỳ được đặt theo tên của ngôi sao này.
Eta Ophiuchi là một hệ sao đôi. Nó khó phân giải khi nhìn qua kính thiên văn nghiệp dư nhưng bản chất thực sự của chúng được xác định thông qua việc sử dụng các kỹ thuật tiên tiến hơn.  Ngôi sao chính (có dữ liệu quan sát tạo nên bảng trong bài viết này) thực sự chỉ lớn hơn một chút và nóng hơn so với bạn đồng hành của nó.  Cá nhân mỗi ngôi sao là một ngôi sao chuỗi chính hạng A khá không đáng chú ý, nhưng là một cặp nhị phân, chúng không bình thường.  Mỗi ngôi sao quay quanh một trung tâm chung trong một quỹ đạo hình elip gần và cao, khiến cho sự hình thành hành tinh khó xảy ra trong hệ thống này và một số dữ liệu không chính xác. 